# Teste de Aborto 2 (Artemis)
Teste de Aborto 2 (em inglês: Ascent Abort-2; AA-2) foi um teste do sistema de escape no lançamento (LAS) da nave Orion da NASA.
O teste segue o Teste de Aborto 1 em 2010 e o EFT-1 de 2014, onde a cápsula voou ao espaço pela primeira vez. Precede o voo não tripulado da Orion ao redor da Lua na missão Artemis 1, programada para junho de 2020 e cria caminho para o uso tripulado nas missões subsequentes do Programa Artemis
Enquanto o teste havia sido planejado para 2009, no começo de 2013 foi decidido adiá-lo.[carece de fontes?] Em fevereiro de 2019, o teste foi programado para 12 de junho de 2019, mas em abril foi adiado para 2 de julho.
O teste ocorreu dia 2 de julho de 2019, 11:00 UTC. O voo foi bem sucedido e o sistema de aborto no lançamento funcionou como projetado.

## Destaques da Missão
Um artigo de teste da Orion, aerodinamicamente similar, mas sem todos os recursos de uma cápsula espacial, foi lançado da SLC-46 de Cabo Canaveral com o Orion Abort Test Booster (ATB) construído para a ocasião. O booster foi um míssil Peacekeeper da Força Aérea dos Estados Unidos e modificado para esta missão pela Northrop Grumman Corporation. Seu objetivo foi demonstrar e qualificar o sistema de escape no lançamento (LAS) da Orion que vai permitir que os astronautas escapem em segurança no caso de uma emergência durante operações na plataforma de lançamento, através da fase de ascensão do veículo.
O LAS foi programado para ativar cerca de 55 segundos na ascensão numa altitude de 9,400m, perto do ponto de máxima pressão aerodinâmica com o motor ainda funcionando. Não foi instalado um sistema de paraquedas no Módulo da Tripulação, pois eles são muito caros e já foram testados várias vezes. O artigo de teste transmitiu telemetria durante o voo e 12 gravadores de dados como backup foram ejetados em pares durante a descida, começando cerca de 20 segundos após a separação da cápsula do motor de aborto. Eles foram recuperados no Oceano Atlântico.